# Ашагы-Моллу
Ашагы-Моллу (азерб. Aşağı Mollu) — село в административно-территориальном округе села Юхары-Моллу Губадлинского района Азербайджана. Село расположено на берегу реки Акера.

## История
По данным «Свода статистических данных о населении Закавказского края, извлеченных из посемейных списков 1886 года», в сёлах Верхнее и Нижнее Моллы Моллинского сельского округа Зангезурского уезда Елизаветпольской губернии было в общей сложности 125 дымов и проживало 637 курдов шиитского вероисповедания. Всё население являлось государственными крестьянами.
В ходе Первой карабахской войны, в 1993 году село было занято армянскими вооружёнными силами, и до ноября 2020 года находилось под контролем непризнанной НКР. 9 ноября 2020 года, в ходе Второй карабахской войны, президент Азербайджана объявил об освобождении села Ашагы-Моллу вооружёнными силами Азербайджана.